# イオンモール京都五条
イオンモール京都五条 (イオンモールきょうとごじょう) は、京都市右京区に所在する、イオンモール株式会社が運営、管理するショッピングセンターである。

## 沿革
- 1998年12月 - 島津製作所、五条工場跡地の再開発にあたる株式会社エス・エス・フロンティアを設立[3]。
- 2000年6月30日 - 島津製作所五条工場の跡地について京都市に開発構想届提出[4]。
- 2000年12月14日 - 京都市会、島津製作所五条工場跡地利用計画に関する決議を可決[5]。
- 2001年4月12日 - 島津製作所、京都市の指導を受け店舗面積の縮小検討を申出[6]。

### ダイヤモンドシティ・ハナ
- 2003年11月21日 - DIAMOND CITY  Hana の名称決定発表[7]。
- 2004年3月3日 - 午前10時グランドオープン[4]。
- 2006年2月21日 - 島津製作所、株式会社エス・エス・フロンティアの解散を発表[3]。

### イオンモール京都ハナ
- 2007年9月22日 - ダイヤモンドシティとイオンモールの合併に伴い改称。

### イオンモール京都五条
- 2011年10月21日 - 改称。
- 2014年3月28日 - 島津製作所、土地と建物を合同会社ダブルオースリーに売却[8]。
- 2020年4月 - 核テナントのイオン京都五条店が改装しイオンスタイル京都五条に改称。

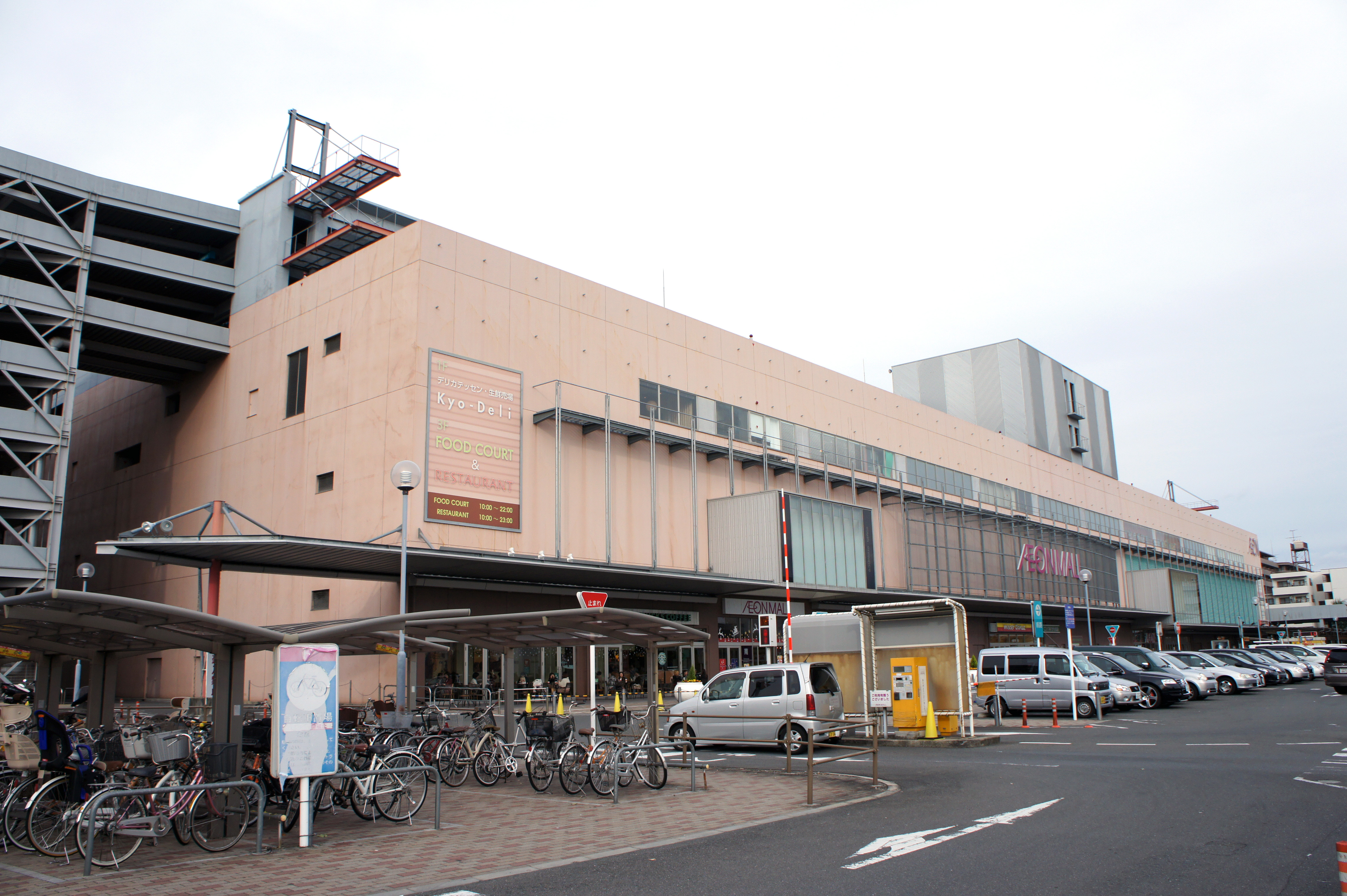
2011年11月9日撮影
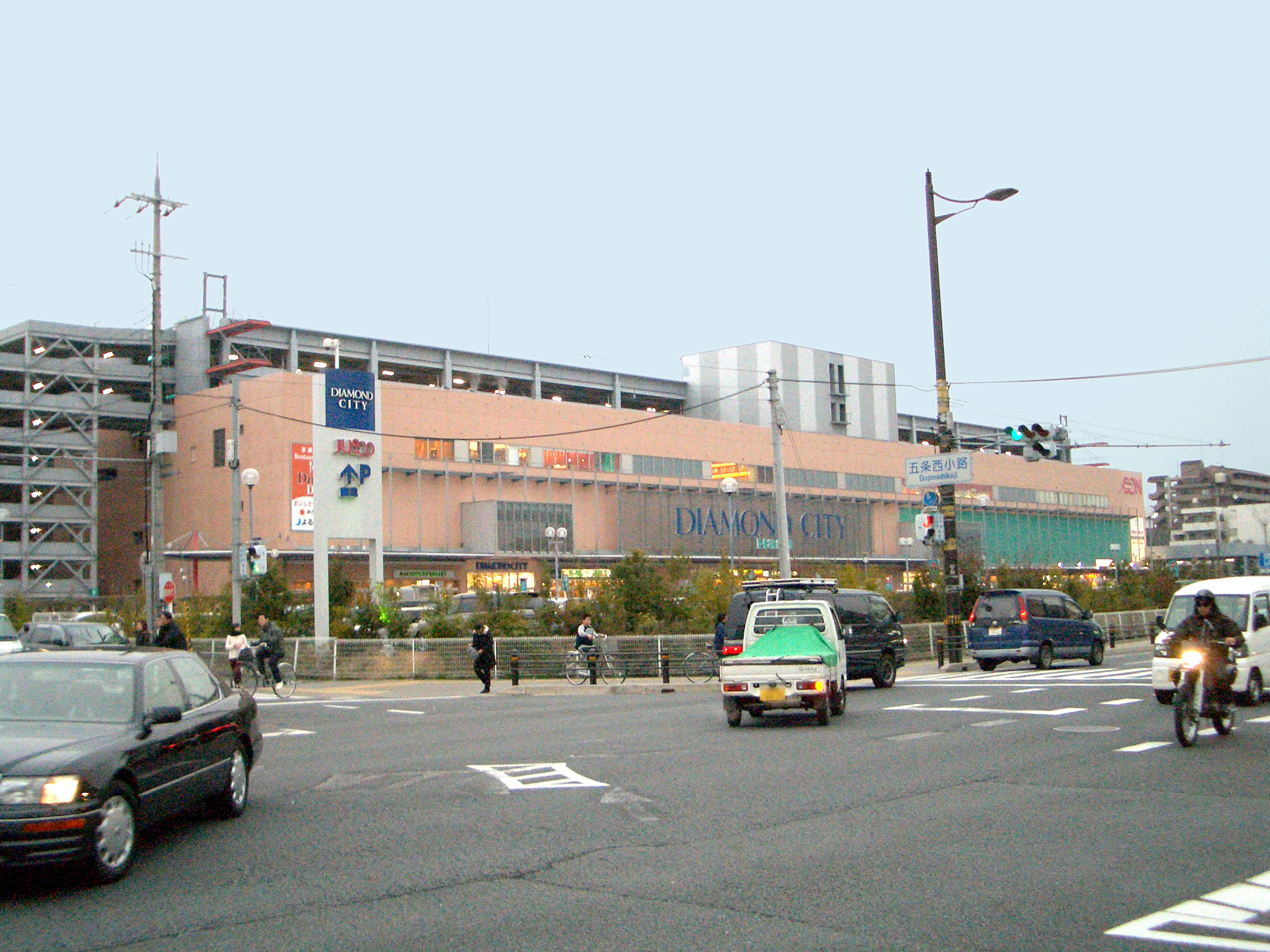
ダイヤモンドシティ・ハナ時代の外観

## テナント
1階、2階、3階の西側はサーキットモール構造の専門店街、1階、2階の東側は核店舗のイオン、3階西側から6階 (屋上) は駐車場となっている。

### 1階
イオン食料品・生活用品売場を核とし、南側には食料品専門店、西側、北側には衣料品店や雑貨店が入居。

### 2階
イオン衣料品売場を核とし、衣料品店などが入居。

### 3階
フードコート・レストラン街や雑貨店が入居。

## アクセス
阪急京都本線西京極駅から徒歩15分。
当モール前の「中ノ橋五条」停留所と当モールから東へ徒歩7分の「西大路五条」停留所に京都市営バス・京都バス・京阪京都交通の一般路線バスが発着する。 
京阪京都交通により阪急京都本線・京福電気鉄道嵐山本線西院駅から当モールまでのシャトルバスが運行されていたが、2020年8月31日をもって廃止となった。

## 周辺道路

### 南側
- 五条通（国道9号）

### 北側
- 松原通

### 東側
- 中ノ橋通
- 西大路通（京都市道181号京都環状線）

### 西側
- 西小路通

## 周辺施設
- 京都市立看護短期大学
- 右京郵便局